# Bébélé
Pour les articles homonymes, voir Bebele.
Le bébélé est un plat traditionnel de Marie-Galante en Guadeloupe à base de tripes et de bananes vertes.

## Historique et composition
Ce plat apparaît au moment de la traite des noirs aux Antilles. Les maîtres donnaient à leurs esclaves les abats du bœuf après l’avoir tué. On ajoutait à ces tripes des dombrés, boulettes à base de farine et d’eau, auxquelles  étaient associés des fruits à pain, des bananes vertes et du jus de citron qui formaient ainsi une soupe.

## Évolution du nom
Il semblerait que le mot bébélé vient du kikongo, une langue bantu et signifierait « morceaux de viande ». Le kikongo est une langue originaire de la région des Congo et de l'Angola qui a eu une forte influence sur le créole guadeloupéen, car de nombreux esclaves venaient de cette région d’Afrique.